# Mohsen Mostafavi
Mohsen Mostafavi (in persiano محسن مصطفوی‎; 1997) è un lottatore iraniano, specializzato nella lotta libera.

## Palmarès
- Campionati asiatici

Ulaanbaatar 2022: bronzo negli 86 kg.